# Dzong di Punakha
Il Pungtang Dechen Photrang Dzong (Palazzo di grande felicità e beatitudine in italiano), noto anche come Pungtang Dewa chhenbi Phodrang o più semplicemente come Dzong di Punakha, è il centro amministrativo e religioso del distretto di Punakha, in Bhutan. Situato poco fuori dalla città di Punakha, fu costruito dal primo Shabdrung, Ngawang Namgyal, tra il 1637 e il 1638, è il secondo dzong più antico del Paese, oltre che una delle strutture più imponenti dell'area. Esso ospita al suo interno alcune reliquie particolarmente sacre per la scuola Kagyu del Buddhismo tibetano, tra cui i resti di Shabdrung Ngawang Namgyal e del tertön Pema Lingpa.
Lo dzong di Punakha è stato inoltre sede del Governo del Bhutan fino al 1955, anno in cui la capitale fu spostata a Thimphu.

## Collocazione geografica

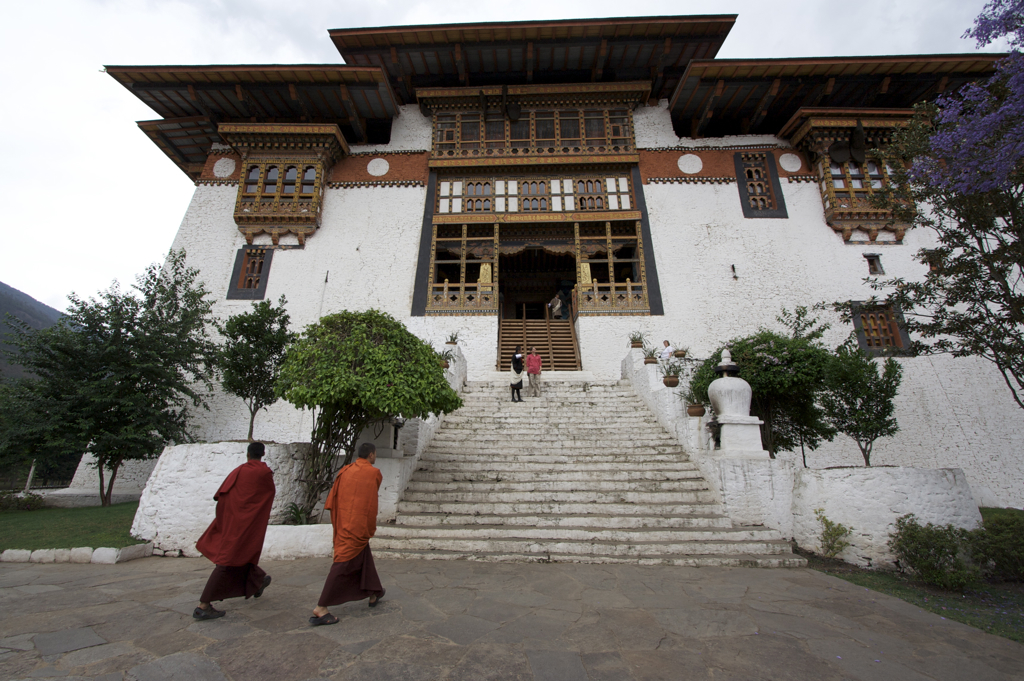
L'entrata principale

Lo dzong di Punakha sorge in prossimità della confluenza tra il Pho Chhu e il Mo Chhu nella valle di Punakha. Dopo la convergenza, i due fiumi proseguono il loro percorso come un unico fiume chiamato Sankosh, il quale attraversa la valle di Wangdue Phodrang e il confine con l'India, per sfociare infine nel Brahmaputra.
Grazie al clima salutare della regione, Punakha e il suo dzong diventano il centro del Bhutan nei mesi invernali: gran parte dei monaci di tutto il Paese passano l'inverno qui, lasciandolo soltanto all'inizio della fioritura primaverile degli alberi di jacaranda che circondano l'edificio.
Posto ad un'altezza di soli 1.200 metri, nello dzong di Punakha non si presentano i problemi di ossigeno presenti invece nelle costruzioni sui monti più alti, come infatti accade spesso ai visitatori del monastero di Taktsang (3.210 metri).

## Storia e leggende
Secondo una leggenda locale, il saggio Padmasambhava profetizzò che una "persona di nome Namgyal arriverà presso una collina che sembra un elefante". Ngawang Namgyal, primo Shabdrung, trovò la sommità di una collina che ricordasse la forma della proboscide di un elefante, e qui costruì lo dzong tra il 1637 e il 1638.
Un'altra leggenda racconta di come Zowe Palep, l'architetto, ebbe una visione in sogno dopo che lo Shabdrung gli ebbe ordinato di dormire sotto una piccola struttura contenente una statua del Buddha. Nel suo sogno egli ebbe una chiara visione di un palazzo per il Guru Rinpoche. La visione rimase impressa nella mente dell'architetto, permettendogli di realizzare la costruzione senza nemmeno dover realizzare una rappresentazione grafica del progetto. Sulla base del sogno dell'architetto, la costruzione fu iniziata nel 1637 e terminata nel 1638.
Lo dzong fu consacrato nel nome di Pungthang Dechen Phodrang. Nel 1639, fu eretta una cappella commemorativa per ospitare i resti dei guerrieri tibetani sconfitti dai bhutanesi in questo luogo. Contemporaneamente, lo Shabdrung fondò una comunità monastica, presso la quale visse fino al giorno della sua morte.
Il pinnacolo posto alla sommità della torre principale dello dzong fu aggiunto nel 1676 per volere dell'abate Gyaltsen Tenzin Rabgye. Ulteriori aggiunte risalgono al periodo tra il 1744 e il 1763, quando il settimo Dalai Lama del Tibet, Kelzang Gyatso, donò un tetto in ottone allo dzong.

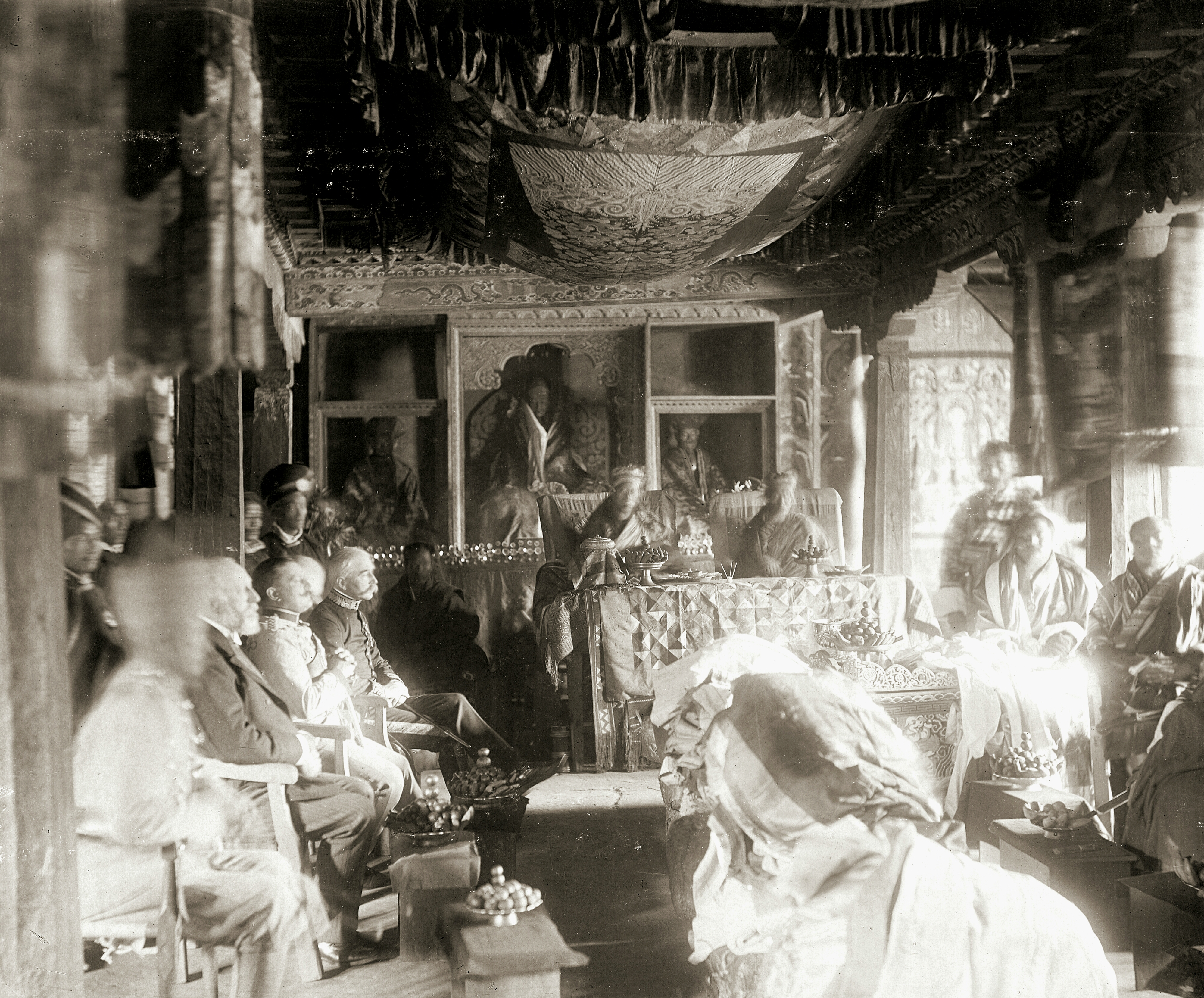
Il re Ugyen Wangchuck riceve alcuni ufficiali dell'Ordine dell'Impero Britannico nello dzong di Punakha.

Nel 1907 la dinastia dei Wangchuck divenne la casa regnante del Bhutan, e l'incoronazione di Ugyen Wangchuck come primo Druk Gyalpo avvenne proprio nello dzong di Punakha, all'epoca capitale del regno. Tre anni dopo, lo dzong fu scelto come luogo per la firma del trattato di Punakha tra il re e il Regno Unito, il quale promise di non interferire nella politica interna bhutanese in cambio del controllo sugli affari esteri.
Tra il 1750 e il 1849 lo dzong fu danneggiato più volte da una serie di incendi, mentre il terribile terremoto del 1897 lo rase quasi del tutto al suolo. Ricostruito ancora una volta, nel 1986 un ultimo incendio ha danneggiato la struttura, che oggi è perfettamente integra.

### Matrimonio reale
Il 13 ottobre 2011 lo dzong ha ospitato il matrimonio di Jigme Khesar Namgyel Wangchuck e Jetsun Pema, vale a dire l'attuale Druk Gyalpo e la sua fidanzata.

## Architettura

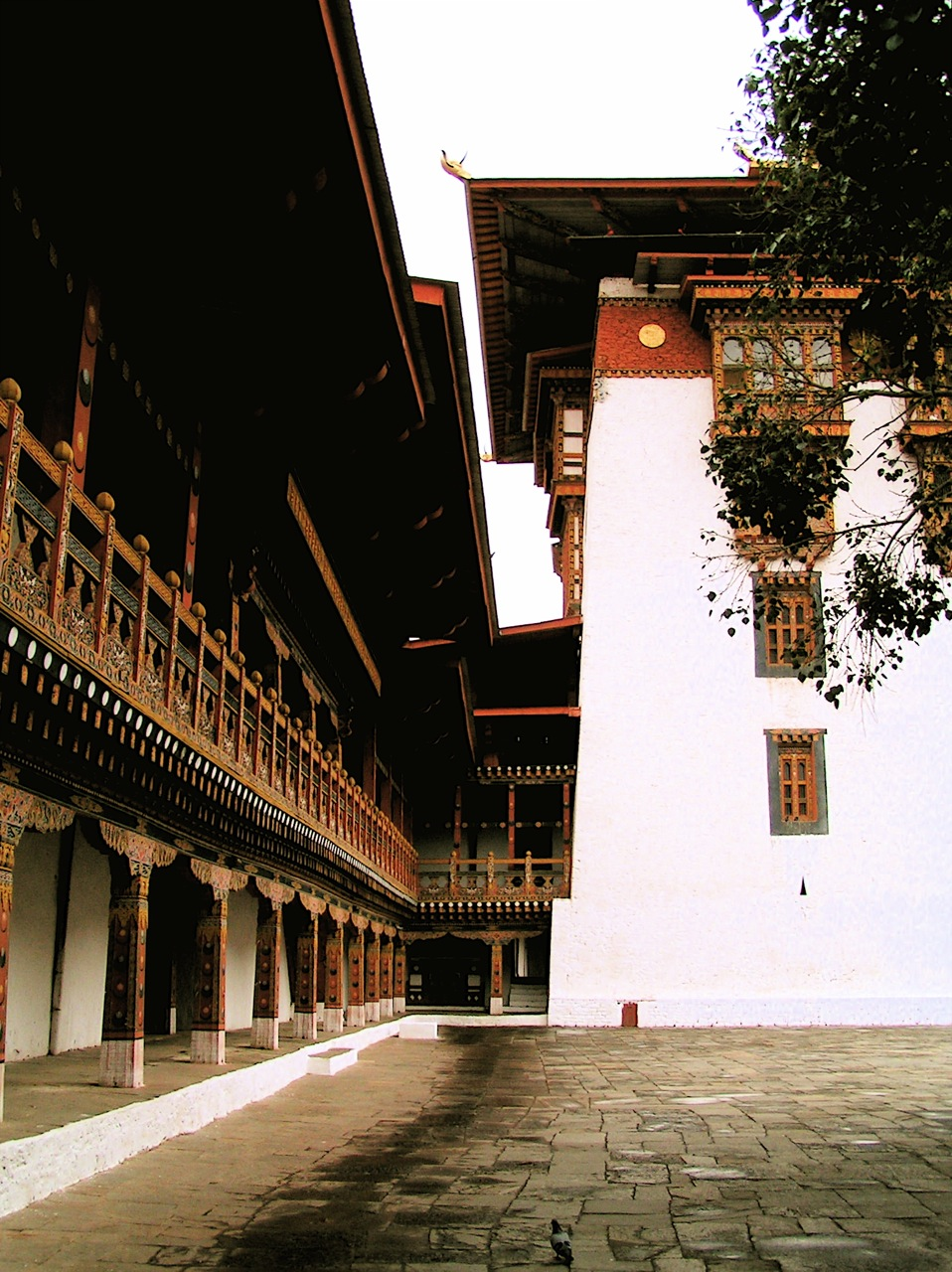
Spazio aperto interno

Lo dzong ospita al suo interno alcune reliquie particolarmente sacre per la scuola Kagyu del Buddhismo tibetano in Bhutan. Lo dzong è il secondo più antico del paese costruito per volere di Ngawang Namgyal. La struttura consta di sei piani con una torre centrale (utse) che si staglia su un suggestivo sfondo di alte montagne. I materiali utilizzati sono terra compattata, pietre e legno per porte e finestre.
Lo dzong fu costruito per simboleggiare i valori buddhisti e raggiunge 180 metri in lunghezza e 72 metri in larghezza, con ben tre cortili (docheys). Le fortificazioni difensive costruite nello dzong per proteggerlo dagli attacchi nemici consistono in una ripida scalinata di legno e in una pesante porta (sempre di legno) che resta chiusa di notte. In seguito ai danni causati da un incendio, nel 1986 nello dzong fu aggiunta una sala per le preghiere.

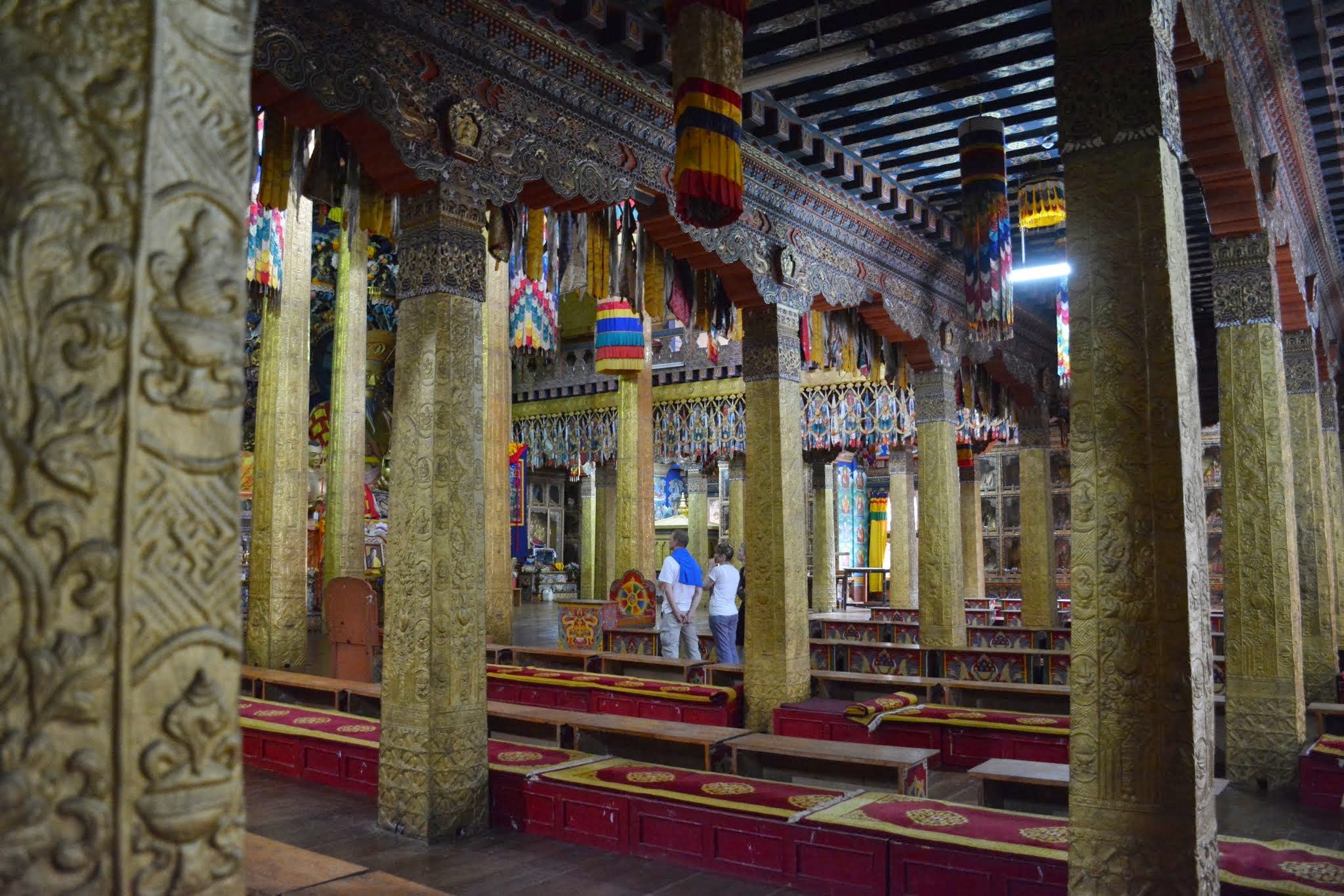
Interni dello dzong

Nel primo cortile si trovano uffici amministrativi, uno stupa di colore bianco e un fico sacro. All'estremità sinistra del cortile si vedono anche dei cumuli di pietre e una cappella dedicata alla regina dei nāga. Nel secondo cortile invece vi sono le residenze dei monaci; tra i due cortili, si erge l'utse. Il terzo cortile, il più meridionale di tutti, è quello che conserva le reliquie di Pema Lingpa e Ngawang Namgyal. Soltanto in rare occasioni viene consentito ai visitatori di vedere le reliquie, ma in genere sia il re che lo Je Khenpo hanno il diritto di farlo prima di iniziare il proprio mandato.
Le alluvioni catastrofiche da laghi glaciali hanno spesso coinvolto l’area in cui sorge lo dzong di Punakha, causando danni molto gravi in almeno tre occasioni: 1957, 1960 e 1994). In particolare, nel 1994 lo stupa fu colpito duramente dall’alluvione, che causò tra le altre conseguenze un numero abbastanza alto di morti.
Dopo gli ultimi imponenti lavori di ristrutturazione, lo dzong presenta decorazione notevolmente più ricche, tra cui anche 200 nuove immagini sacre. Tra gli elementi nuovi, oltre alle immagini appena citate, si trovano anche statue e thangka di pregevole fattura raffiguranti Buddha, Padmasambhava e altre figure di spicco nell’ambito del Buddhismo Vajrayāna. In seguito a questi lavori, nel maggio del 2004 si sono tenute delle cerimonie di consacrazione ad opera dello Je Khenpo e di alcuni membri della Comunità Monastica Centrale. I lavori di restauro furono in larga parte finanziati dal governo indiano.
Insieme allo dzong, nel XVII secolo fu costruito anche un ponte a sbalzo coperto di legno che attraversava il Mo Chhu. Distrutto anch’esso dall’alluvione del 1957, tra il 2006 e il 2008 fu ricostruito secondo uno stile architettonico tradizionale. Sempre nel 2008 il ponte fu celebrato nel Paese come un modo per celebrare il centenario dell’ascesa al trono della dinastia Wangchuck. Infatti, lo dzong è da sempre sede dell’incoronazione dei vari re della dinastia attualmente al potere.
Oggi, all’esterno dello dzong si erge una lapide commemorativa delle 23 persone che persero la vita durante l’alluvione del 1994.

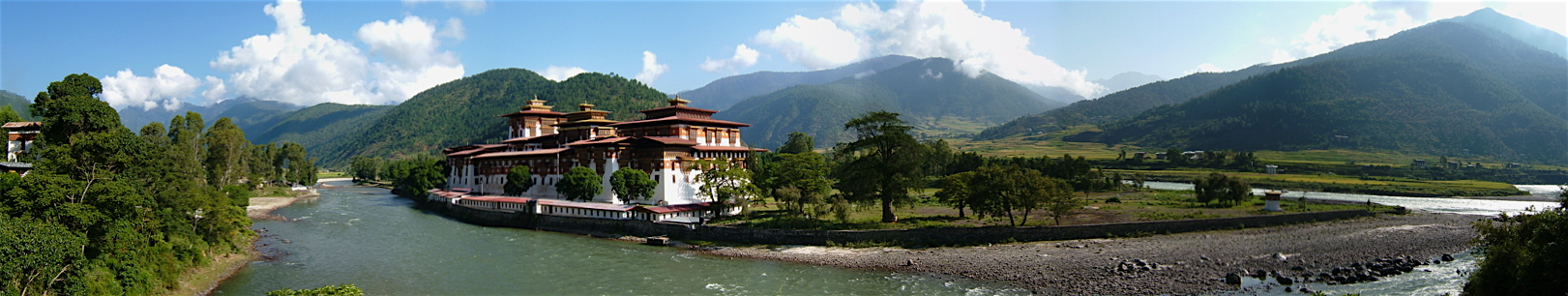
Una veduta panoramica dello dzong di Punakha nel punto in cui confluiscono il Pho Chu e il Mo Chhu.

## Festival e rituali

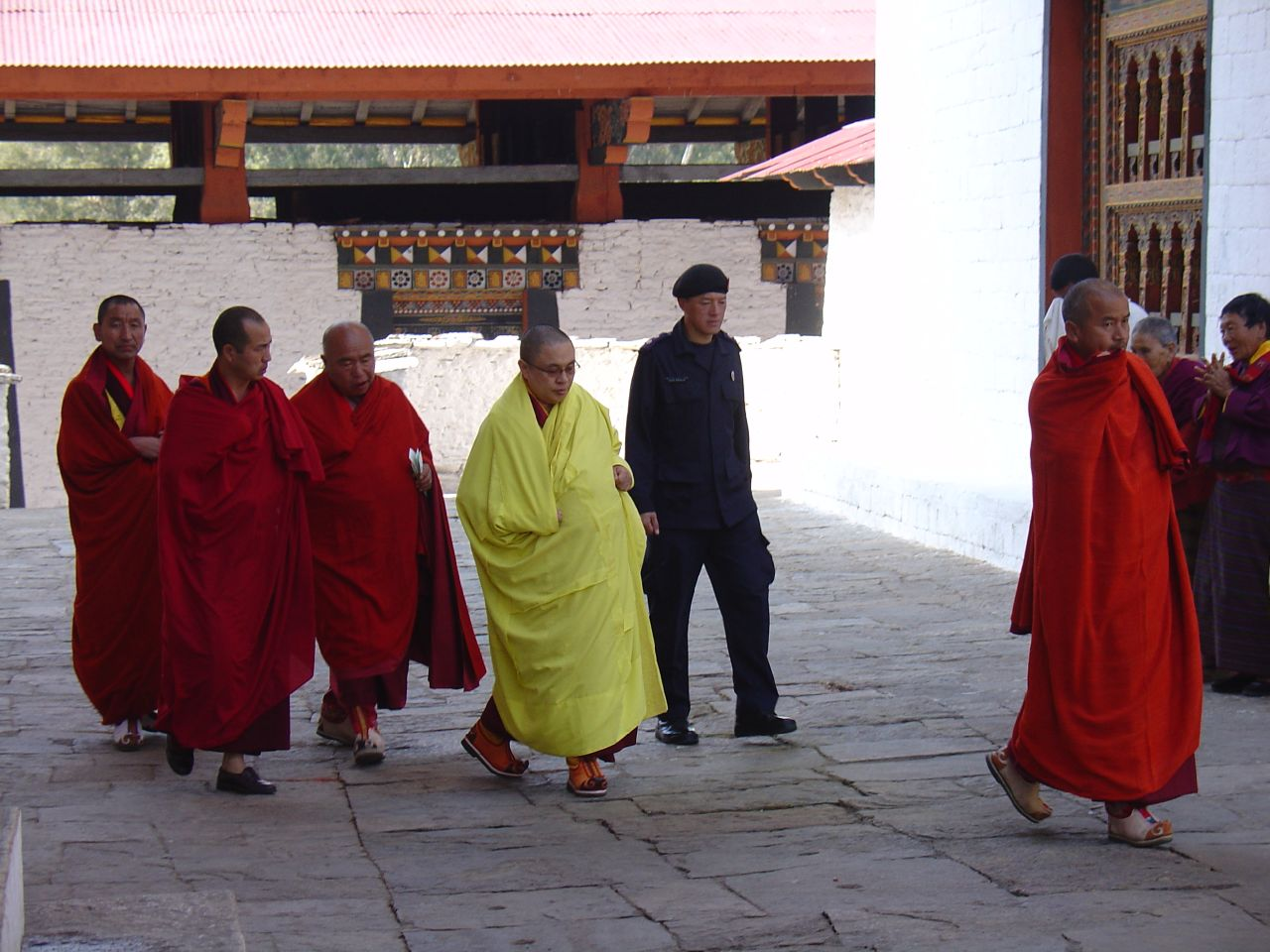
Lo Je Khenpo in visita allo dzong di Punakha.

L'evento più importante dell'anno tra quelli celebrati allo dzong di Punakha è il Domche, che attira un gran numero di persone da ogni angolo del Paese. Durante le celebrazione, nello dzong vengono esposte immagini sacre di Avalokiteśvara. I festeggiamenti, che si protraggono per cinque giorni, cadono tra febbraio e marzo, quando vengono rievocati anche alcuni momenti storici con delle rappresentazioni teatrali. L'evento clou corrisponde solitamente alla rappresentazione della sconfitta dell'esercito tibetano nel 1639 che fu determinante per consentire la nascita dell'odierno Bhutan.
L'ultimo giorno del festival è quello che vede la maggiore partecipazione, grazie alla rappresentazione di scene della vita dello Shabdrung, accompagnata da 136 danzatori vestiti da guerrieri.
Un altro rituale eseguito ogni anno allo dzong è noto come Lhenkey Dungchhur e consiste nell'adorazione dello spirito dei defunti.